# Botkins (Ohio)
Pour les articles homonymes, voir Botkins.
Botkins est un village américain situé dans le comté de Shelby, dans l’Ohio. Selon le recensement de 2010, sa population est de 1 155 habitants.